# エピノミス
エピノミス（希: Ἐπινομίς, Epinomis）とは、プラトン名義の対話篇の1つ。副題は「哲学者」（希: φιλόσοφος, philosophos）。

## 概要
「epi(後)-nomos(法律)」という題名からも分かるように、『法律』の続編・後日談（法律後篇）として書かれたものである。
古代にトラシュロスがまとめた四部作（テトラロギア）集36篇の中に含まれるが、『法律』という大長篇に付加された短篇というその位置付け、他の対話篇では見られない踏み込んだ内容、拙速な文体・構成などから、その真作性（プラトンが書いたものかどうか）については、ディオゲネス・ラエルティオスや新プラトン主義者プロクロス等によって古来から疑義が付されてきた。
真作であればプラトンは最晩年に本篇を書いたことになり、死期が迫っていたであろうプラトンがその思想の奥義や当時のアカデメイアの最新研究成果を書き残すために本篇を著したと解釈することもできるが、そのやや数学偏重（弁証術軽視）な内容がスペウシッポス以降のアカデメイアの傾向とも合致しているため、弟子たちが自説を強調・正当化するために本篇を書いたと考えることもできる。実際、ディオゲネス・ラエルティオスは『ギリシア哲学者列伝』にて、本篇がプラトンの直弟子の一人であるオプースのピリッポスによって書かれたという説を紹介している。

## 構成

### 登場人物
- アテナイからの客人 - プラトン本人か[4]。老人。話者の中では最年少。
- クレイニアス - クレタ島クノソスの市民。老人。

『法律』に登場したラケダイモン（スパルタ）人メギロスは、居合わせてはいるが、本篇で話者として登場することはない。

### 年代・場面設定
『法律』からしばらく経った後日。3人は再び集まり、先の『法律』の論究を充分に完成すべく、アテナイからの客人によって人間が幸福になるべく目指すべき「知恵」の内容について、その詳細が語られていく。
『法律』10巻で触れられた天文学（天体論・神学）の内容が、生物論、魂と物質の二元論、五元素説と共に詳細に語られ、続いて平面幾何学・立体幾何学・数列など数学的内容が付け加えられる。
こうしてアテナイからの客人は、その世界観、それに通じるための数学諸科学、それに基づく学習・人材育成法、倫理観、国家観を語り終え、これで我々は論究を終え、「夜の会議」諸君に対して道を示し、激励する資格を得たのだと宣言して話は締め括られる。

### 補足
一応は対話篇であるが、クレイニアスが導入・相づち役としてわずかに登場する以外は、ほぼアテナイからの客人の独り語りとなっている。

## 日本語訳
- 『プラトン全集 14　エピノミス（法律後篇） 書簡集』 水野有庸訳、岩波書店、1975年、復刊2006年